# Tölgymakkmoly
A tölgymakkmoly (Cydia splendana) a valódi lepkék alrendjébe tartozó sodrólepkefélék (Tortricidae) családjának egyik faja.

## Elterjedése, élőhelye
Palearktikus faj; Európában ott terjedt el, ahol a tölgy és a szelídgesztenye él. Megtalálható Szibériában, Japánban és Kis-Ázsiában is. Hazánkban a bokros, erdős domb- és hegyvidékeken általános.

## Megjelenése
Szürke szárnyát bonyolult fekete rajzolat díszíti. A szárny fesztávolsága 14–22 mm.

## Életmódja
Évente egy nemzedéke kel ki. A fejlett hernyók telelnek át a talajban szőtt gubójukban. Június–júliusban rajzanak; a termés közelébe, a levelekre rakják petéiket. A fiatal hernyók a termésbe rágják be magukat. Külföldi adatok szerint nemcsak a szelídgesztenye és a tölgyfajok, hanem a bükk termésében is előfordul. Magyarországon a gesztenyeormányos mellett a gesztenye legfontosabb kártevője.

## Külső hivatkozások
- Mészáros Zoltán – Szabóky Csaba: A magyarországi molylepkék gyakorlati albuma. Budapest: Agroinform. 2005.  arch Hozzáférés: 2018. április 6. (PDF)